# Parroquia Virgen de Caacupé de Berazategui

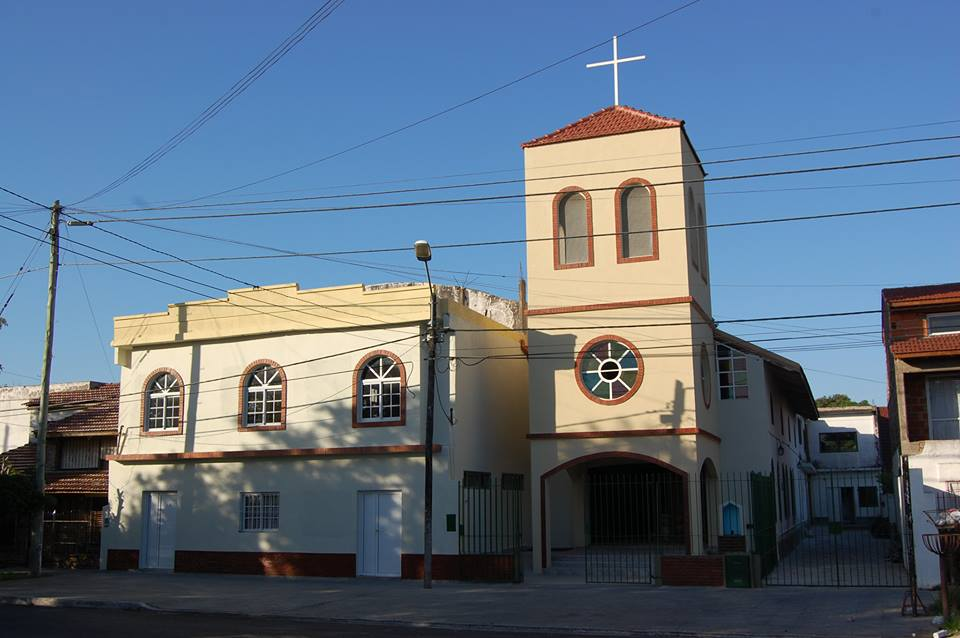
Nueva fachada del salon y el campanario (2013)

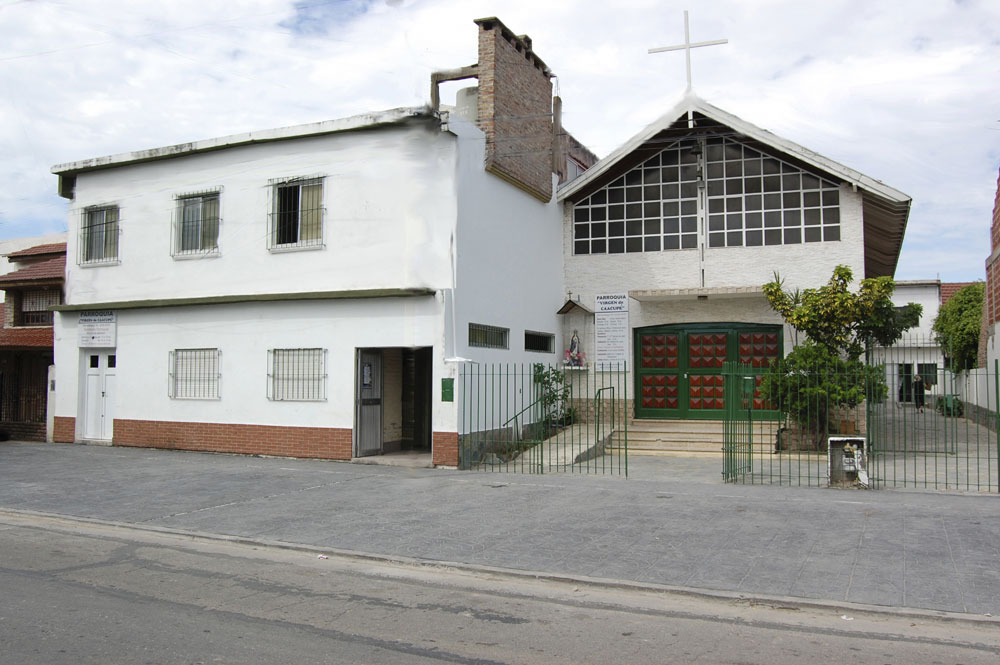
Imagen antes del campanario y nueva fachada.

La Parroquia Virgen de Caacupé de Berazategui, también conocida popularmente como “Iglesia de los paraguayos”, debido a que fue fundada por inmigrantes de dicho país, es un lugar de encuentro donde la comunidad paraguaya profesa su fe a la Virgen de Caacupé y otras festividades religiosas y culturales. Esta iglesia representa una pequeña patria para las personas de esta colectividad, que principalmente, cada 8 de diciembre llegan en gran número junto a la madre común de los paraguayos.
Esta parroquia pertenece a la Diócesis de Quilmes y fue declarada así por un decreto de Mons. Jorge Novak el 27 de diciembre de 1988. Posee bajo su jurisdicción la capilla: María Auxiliadora.
Su territorio tiene forma de ocho y la Avda. Valentín Vergara, uno de sus límites, lo atraviesa de norte a sur. Los límites son: la Avda. Florencio Varela (noreste); Línea Ferrocarril General Roca (este); calle 9 (sureste); Av. Valentín Vergara; Avda. Rigolleau, conocida como la 14 (suroeste); Av. Dardo Rocha (oeste); Avda. Lavalle, conocida como la calle 7 (noroeste); Av. Valentín Vergara.
El templo parroquial está ubicado en el barrio “Villa La Lucila” de la Ciudad de Berazategui, Provincia de Buenos Aires, Argentina. Específicamente en la calle 136 (República del Paraguay) entre 6 y 7.
En el salón parroquial, se encuentra el Políptico “Virgen de Caacupé”. Este políptico está dedicado a la Patrona de esta iglesia, compuesto por 11 cuadros, realizado en pintura al óleo sobre tela de lino por el artista italiano Vittorio Giardini y bendecido por Mons. Luis T. Stöckler, el 8 de diciembre de 2008.
En el altar del templo renovado (2013) se encuentra el Mural La Trinidad Divina: el Amor qqe comunica, realizado por el artista italiano Vittorio Giardini y bendecido por Mons.Carlos Jose Tissera, el 8 de diciembre de 2013.
Hay servicio de misa o celebración vespertina (los días: 19, 8, viernes y sábado) y matutinas (los días domingo).

## Historia

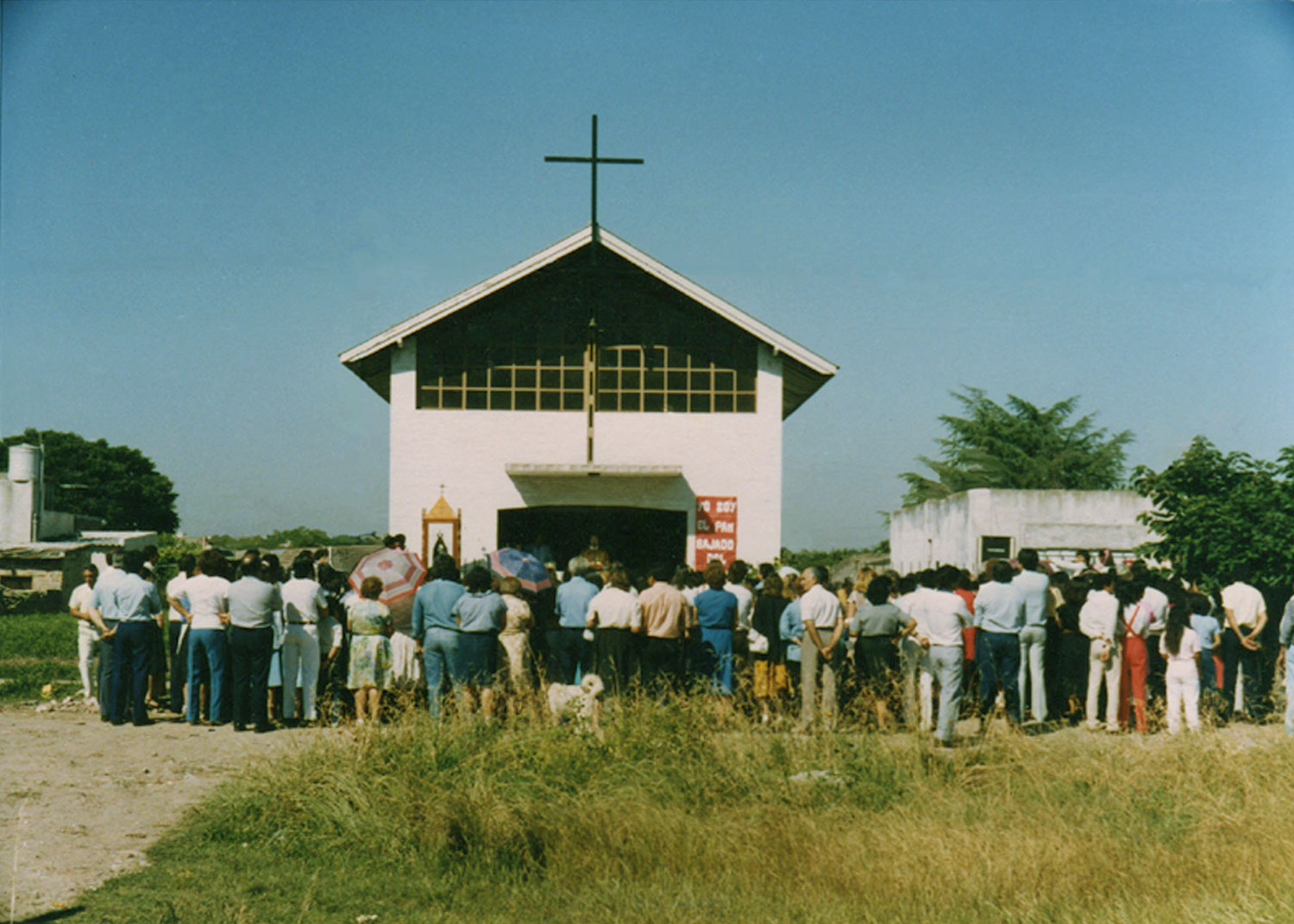
Bendición del templo (1982)

En su origen esta iglesia fue una capilla de la Parroquia San José y Santa Cecilia
Entre 1960 y 1963, antes de la creación de esta iglesia, en la Parroquia Santa Cecilia el P. Roberto Nicolás La Rocca celebraba misas mensuales para las colectividades: la italiana (1.er. Domingo) y la paraguaya (2.º domingo).
El 8 de diciembre de 1967 fueron coronadas por el Cardenal Eduardo Pironio la Virgen de Caacupé de esta iglesia y la Virgen de Luján de Santa Cecilia.. Ese día se llevaron las dos imágenes desde la Parroquia Santa Cecilia hasta la parroquia Sagrada Familia.

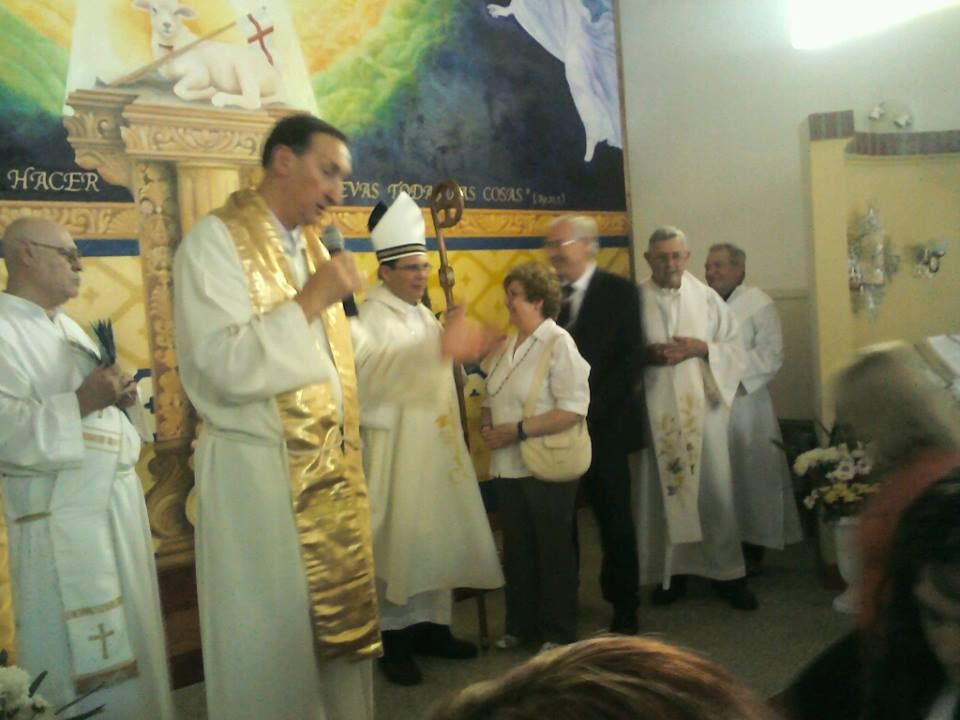
Bendición del mural la trinidad divina (2013)

El 29 de junio de 1968, el obispo de la Diócesis de Avellaneda, Mons. Castro, colocó la piedra fundamental de esta iglesia. Los padrinos fueron el Intendente Daroski y el Dr. Torres padre. Se celebraron estos sacramentos: 9 casamientos regulatorios, primeras comuniones y 1 bautismo. Se lanzaron palomas con cintas de las banderas de Argentina y Paraguay.
Si bien hubo varios esfuerzos e intentos para levantar el templo desde la colocación la piedra funtamental, fue desde el año 1979 que con gran esfuerzo de la comunidad se pudo llevar a adelante la obra, concluir el templo, con secretaria, cocina y baño.
El 16 de enero de 1982 fue bendecido el actual templo por Mons. Jorge Novak, el obispo de la Diócesis de Quilmes y el párroco de Santa Cecilia era el P. Tarcisio Avesani.

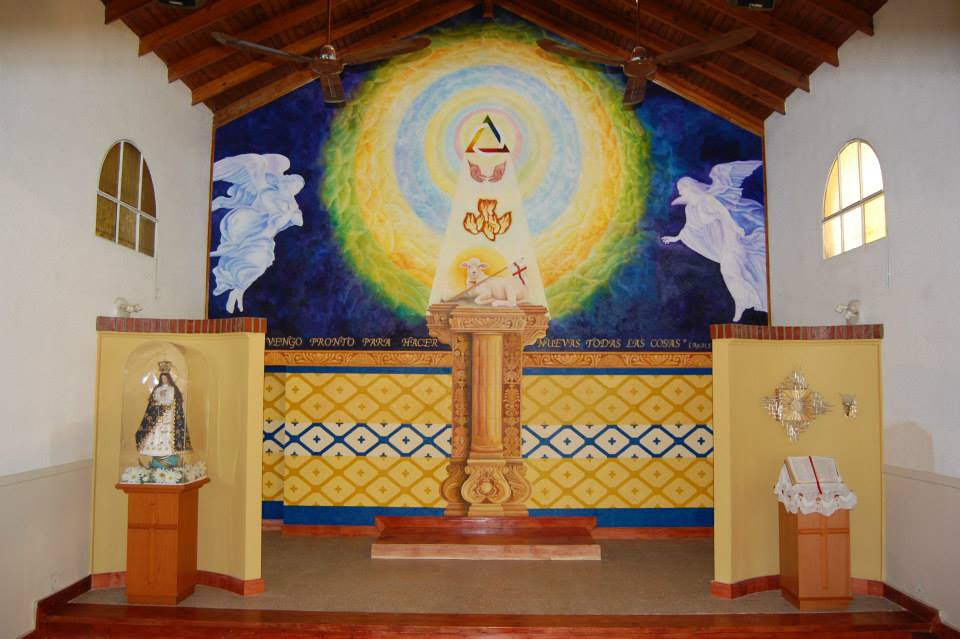
"nuevo altar.. mural la trinidad divina: amor que se comunica"

El 8 de diciembre de 2013 fue bendecido el campanario y el mural en el altar de la iglesia por Mons. Carlos Jose Tisera, obispo de Quilmes, en conmemoración de las bodas de plata de la parroquia. En la foto, el obispo de Quilmes, el P. Juan, el P. Tarcisio Avesani y el artista italiano Vittorio Giardini con su esposa.

## Párrocos
| Listado de Sacerdotes |                                  |                            |  |
|                       | Sacerdote                        | Periodo                    |  |
| 1                     | P. José Luis Monzón              | 14/03/1989 a julio de 1999 |  |
| 2                     | P. Rubén Horacio Pardo           | 16/07/1999 a marzo de 2001 |  |
| 3                     | P. Marcelo Julián Margni         | 27/03/01 a octubre de 2001 |  |
| 4                     | P. Rodrigo Andrés Godoy Sánchez  | 20/10/2001 a enero de 2004 |  |
| 5                     | P. Juan Bendinelli               | 27/02/2004 - 23//11/2021   |  |
| 6                     | P, Christian Damián Latricchiamo | 05/03/2022- actualmente    |  |

## Capilla
La Capilla María Auxiliadora está ubicada en el barrio "los manzanos", específicamente en la calle 9 entre 125 y 126.
Su fiesta patronal es el 24 de mayo.
Esta iglesia fue fundada por los habitantes de los alrededores de ella, entre ellos María Toranzo, Hortencia Vega, Sra. Ana y la Flia. Acevedo.

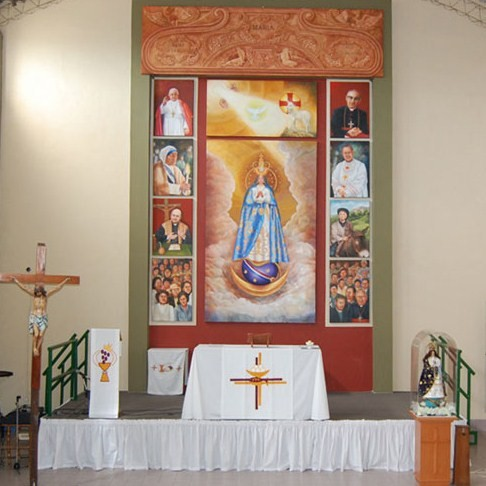
el altar en el salón parroquial en las festividades - políptico

Por iniciativa de un pequeño grupo de vecinos, los habitantes de este barrio, se reunían en diferentes casa para crecer juntos en la fe, el número surgió la necesidad de contar con lugar propio.
Este grupo de vecinos, coordinados por una comisión y contribuciones de socios compra el primer terreno donde se construirá el templo.
El 2 de mayo de 1965 fue colocada la piedra fundamental por Mons. Jeronimo Podesta, obispo de Avellaneda.
Entre 1981 y 1984 se remodeló y amplió el templo. También fue adquirido el segundo terreno.
Su templo fue remodelado y reconstruido entre noviembre del 2008 y abril del 2009 con aportes locales y de Italia. La bendición se realizó el 24 de mayo de 2009 por Mons. Luis Teodorico Stöckler, obispo de Quilmes.

## La Patrona de esta Iglesia

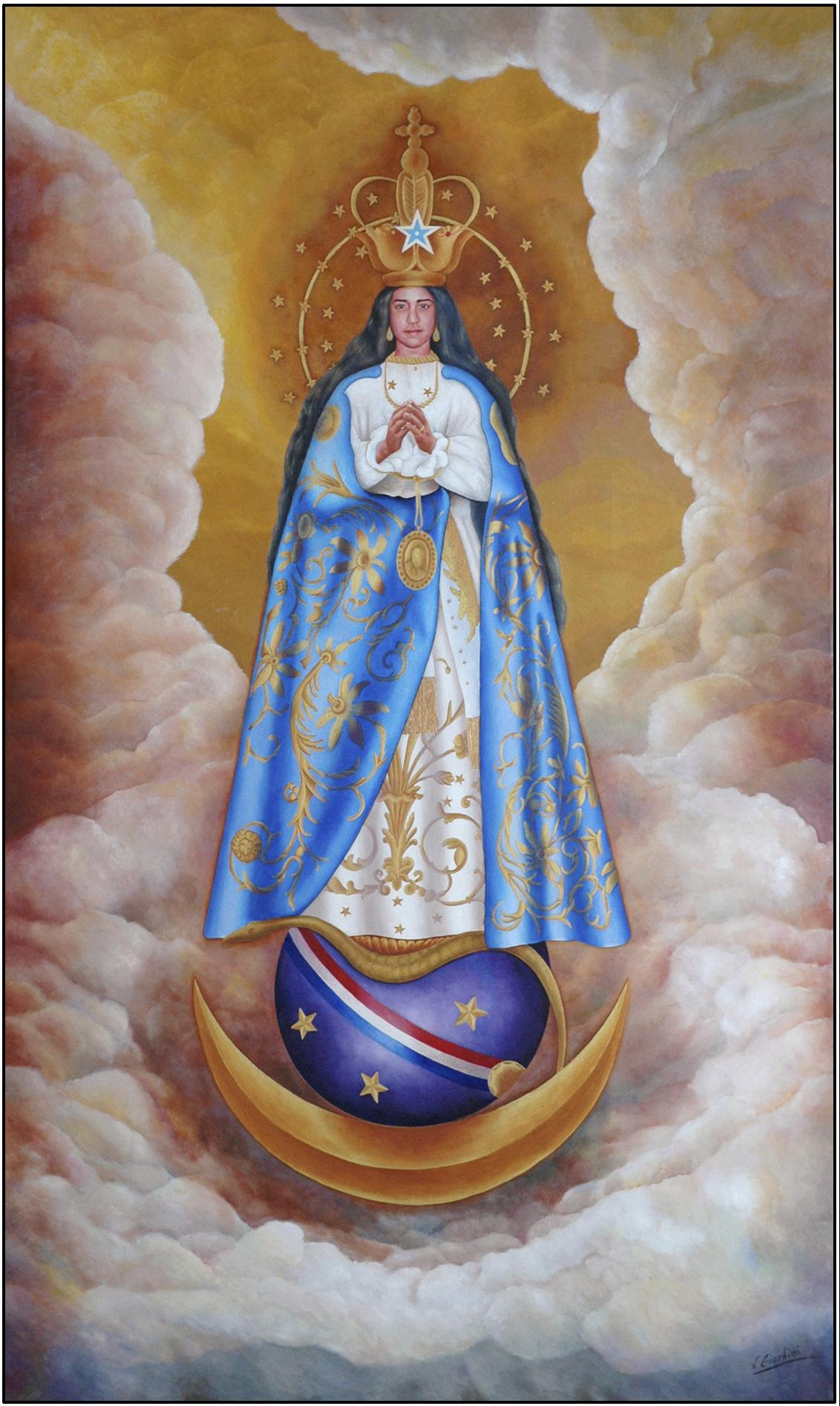
"Virgen de Caacupé"

La Patrona del Paraguay y de esta iglesia es la  "Virgen de los Milagros de Caacupé"  representa Maria Inmaculada.
En el calendario litúrgico es el  8 de diciembre
El sentido de la fiesta es rendir culto a la patrona de Paraguay y de esta iglesia, a la par que recrear prácticas y tradiciones propias de la cultura paraguaya en un país ajeno.
El sentido de la festividad es local, en tanto que la imagen de esta Virgen se encuentra en una parroquia con un alto porcentaje de población de origen paraguayo. Sin embargo, un importante número de personas no paraguayas, especialmente de las provincias del nordeste de la argentina, se apropian de esta festividad y su sentido.
Los paraguayos, que viven en Buenos Aires (capital o provincia), celebran a su patrona manteniendo la tradición con algunas características locales.

## Galería de imágenes

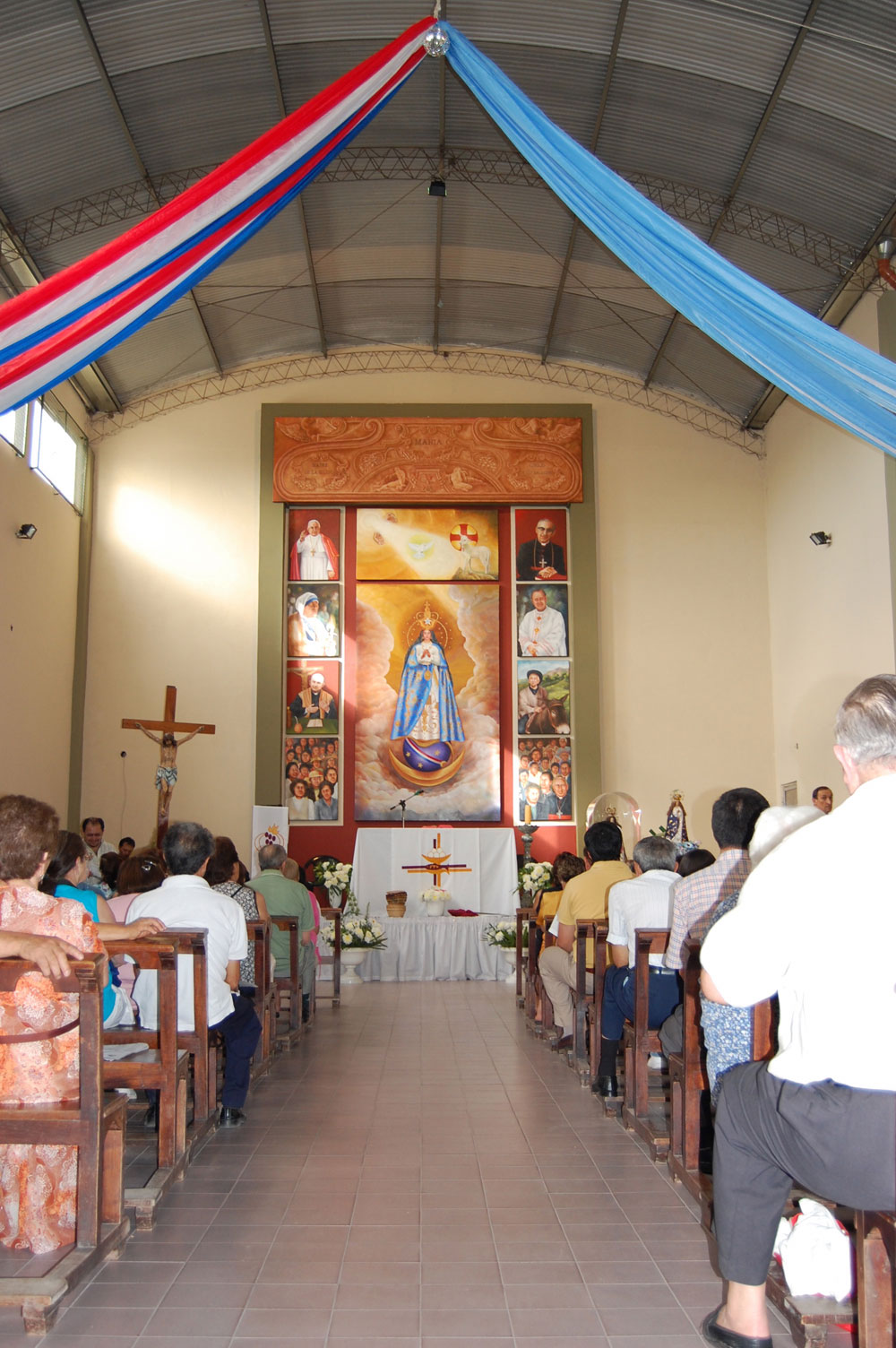
Vista del salon en día de la "Virgen de Caacupé".
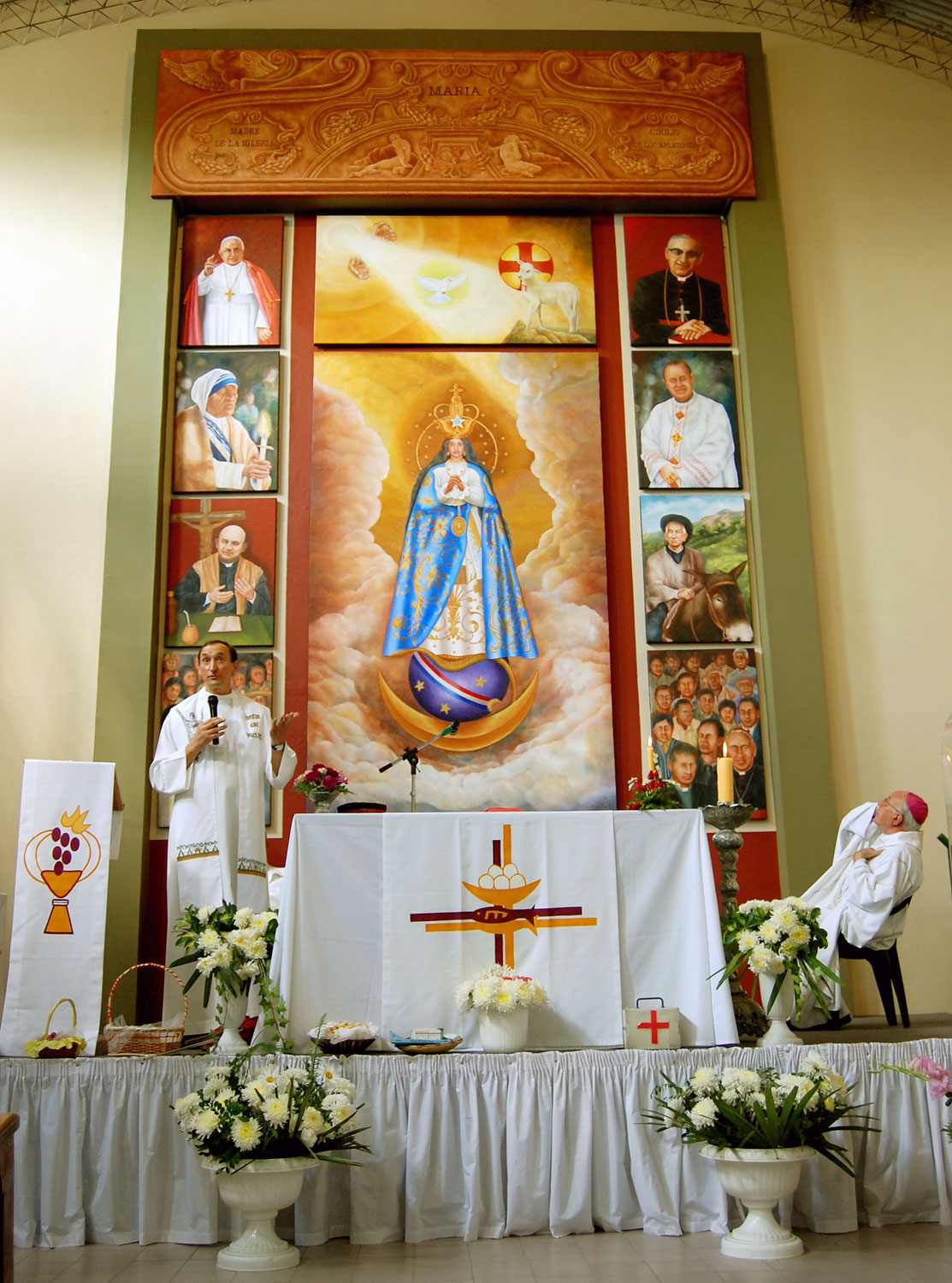
El día de la bendición del políptico, el párroco explicando.
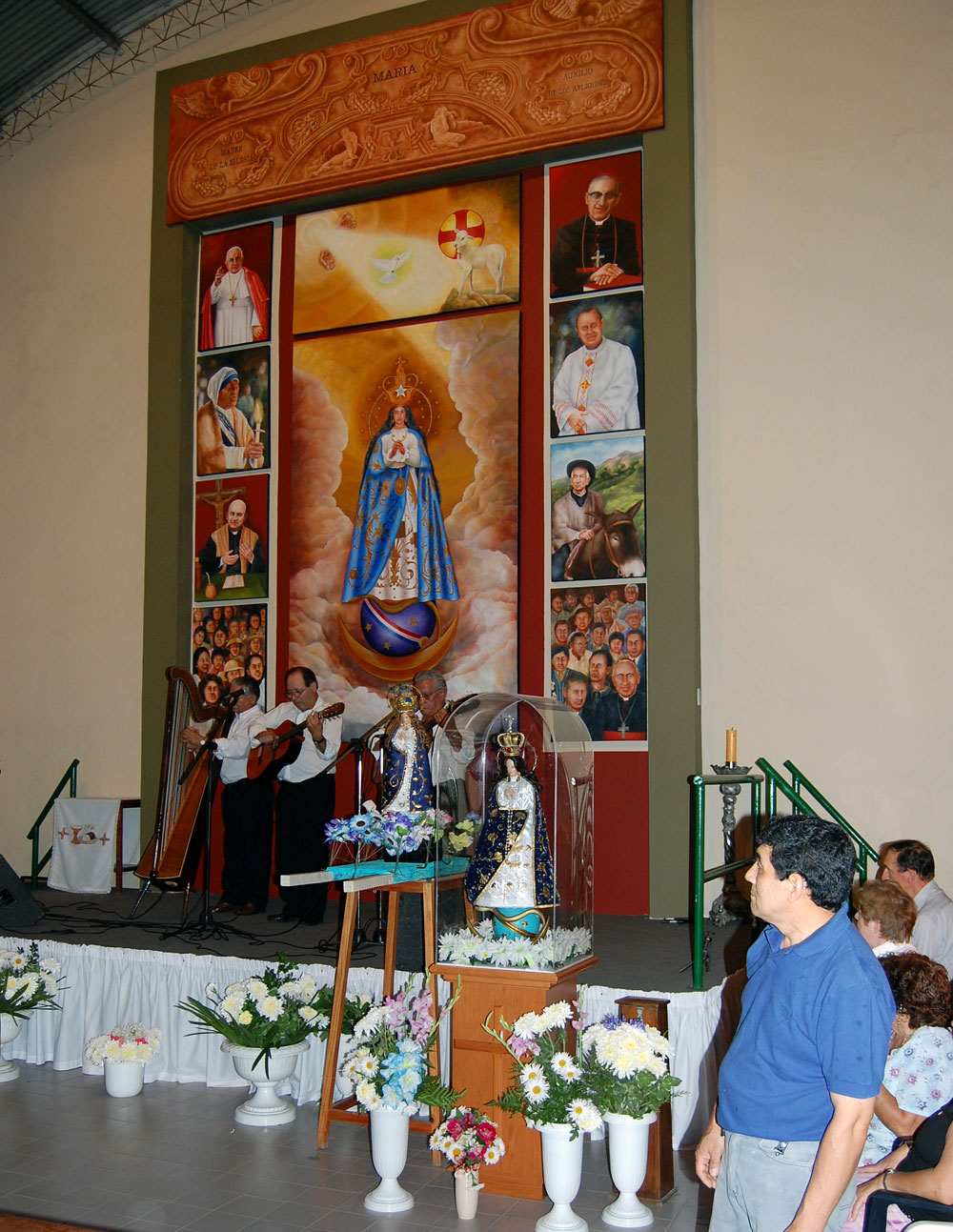
Grupo folklórico con arpa paraguaya, serenata a la virgen
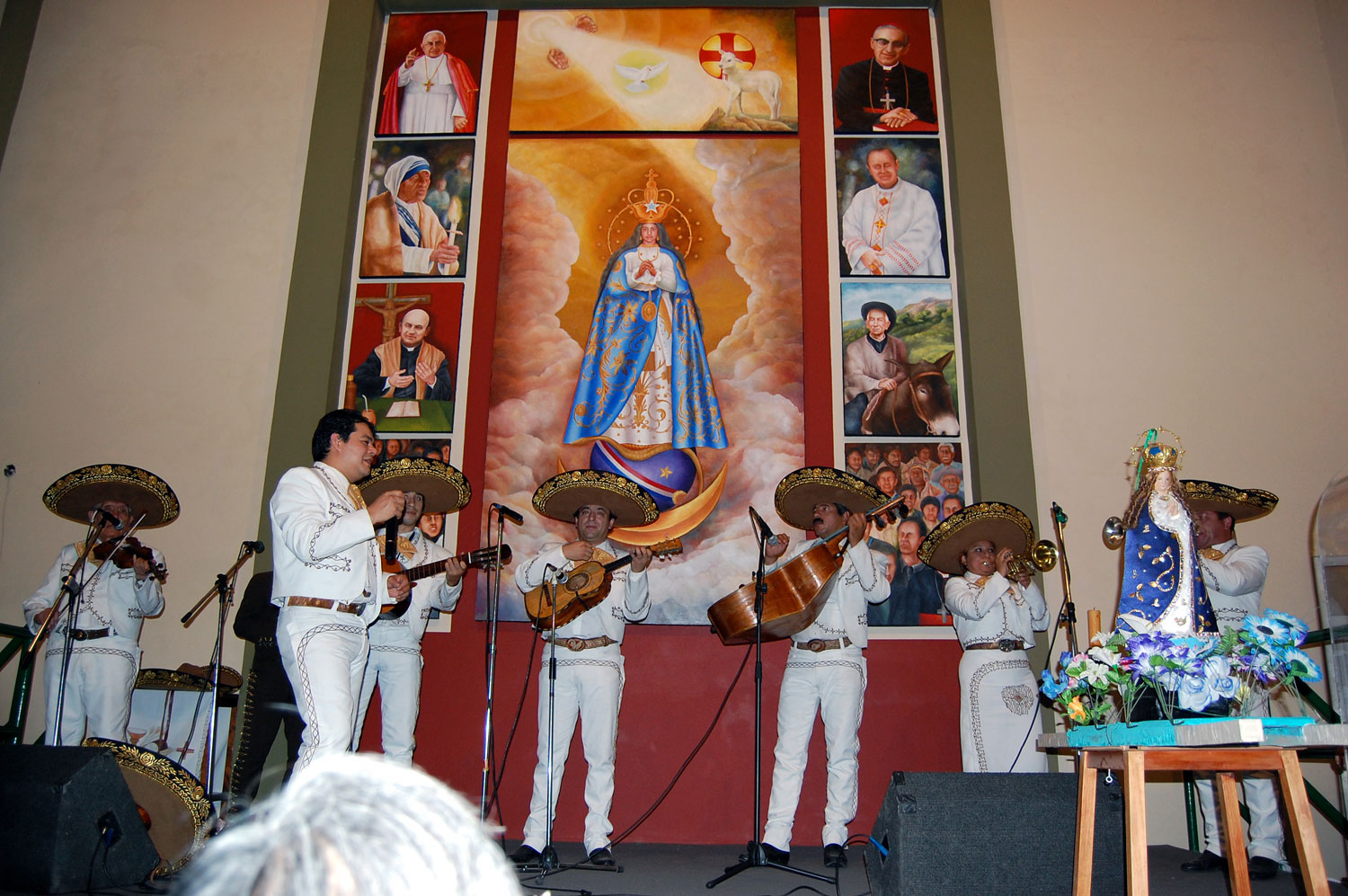
Mariachis, serenata a la virgen
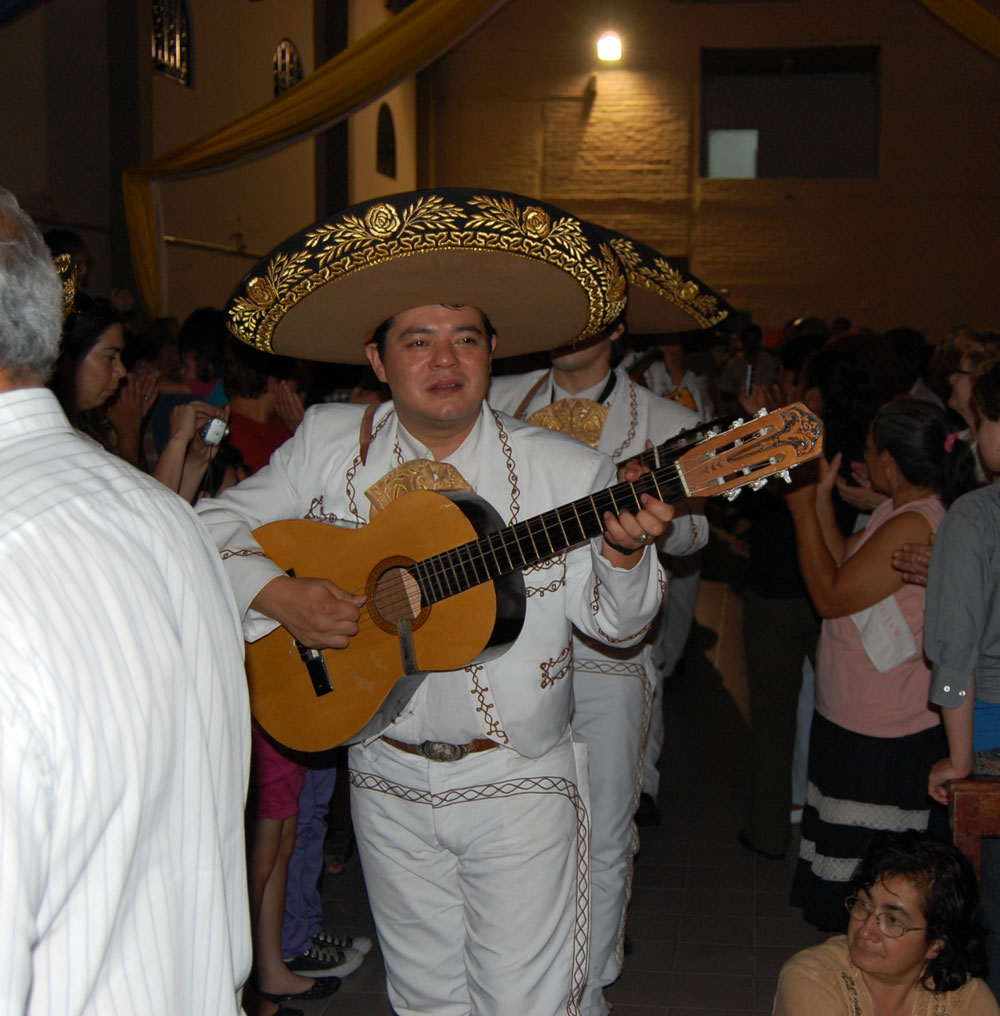
Mariachis y los fieles cantando las mañanitas
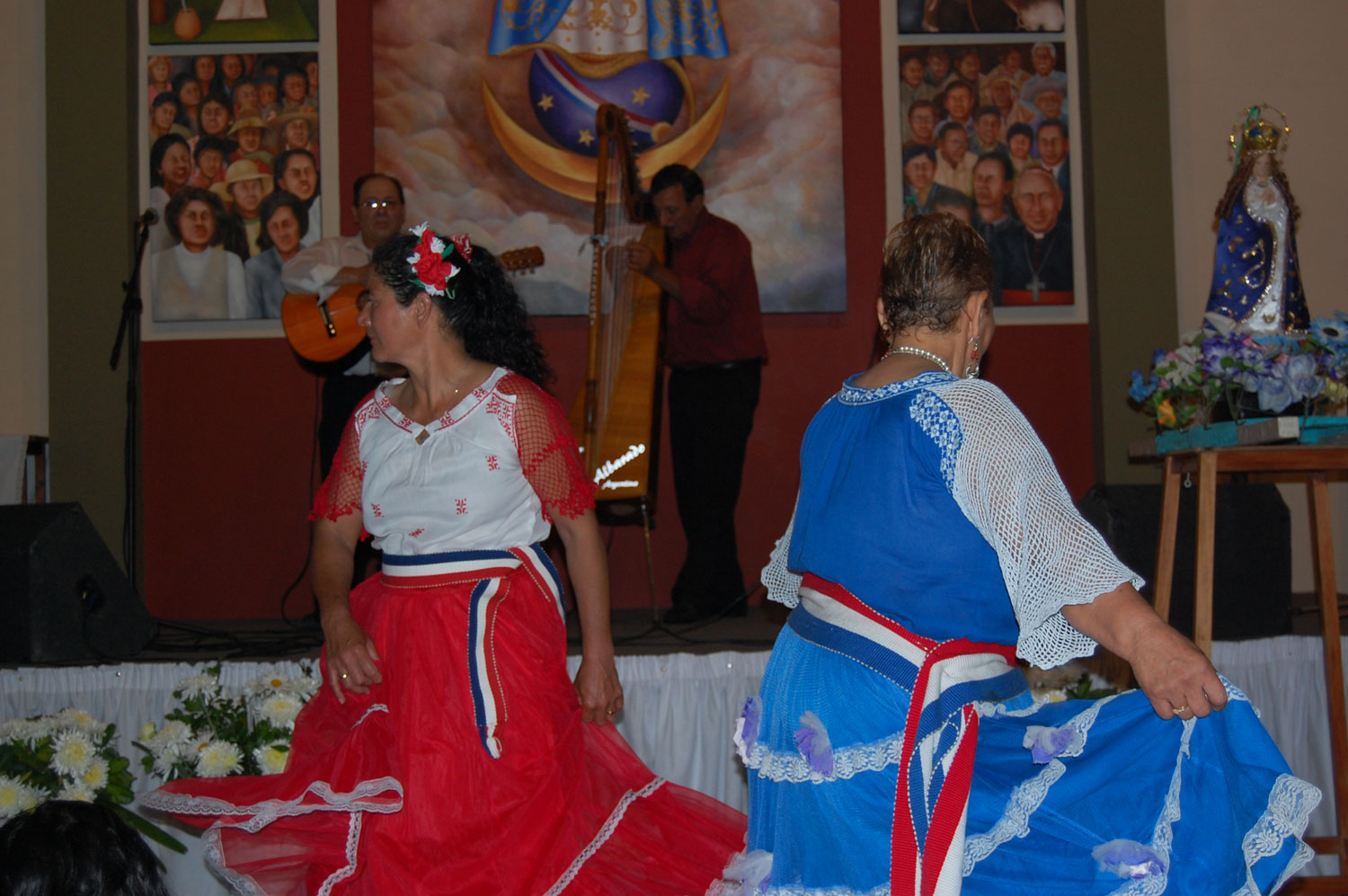
"Baile paraguayo": las galoperas, serenata
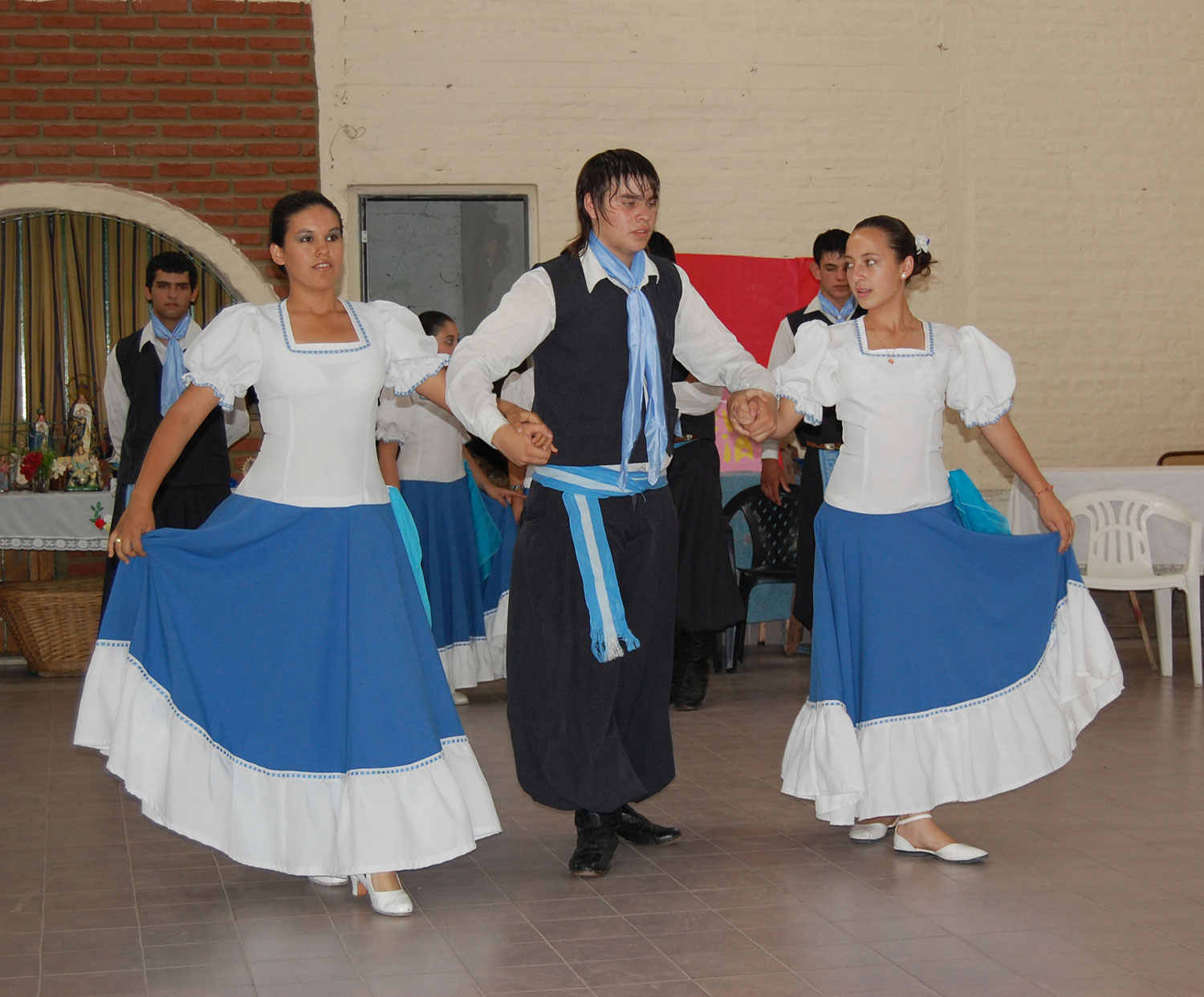
"Baile argentino", homenaje a la virgen
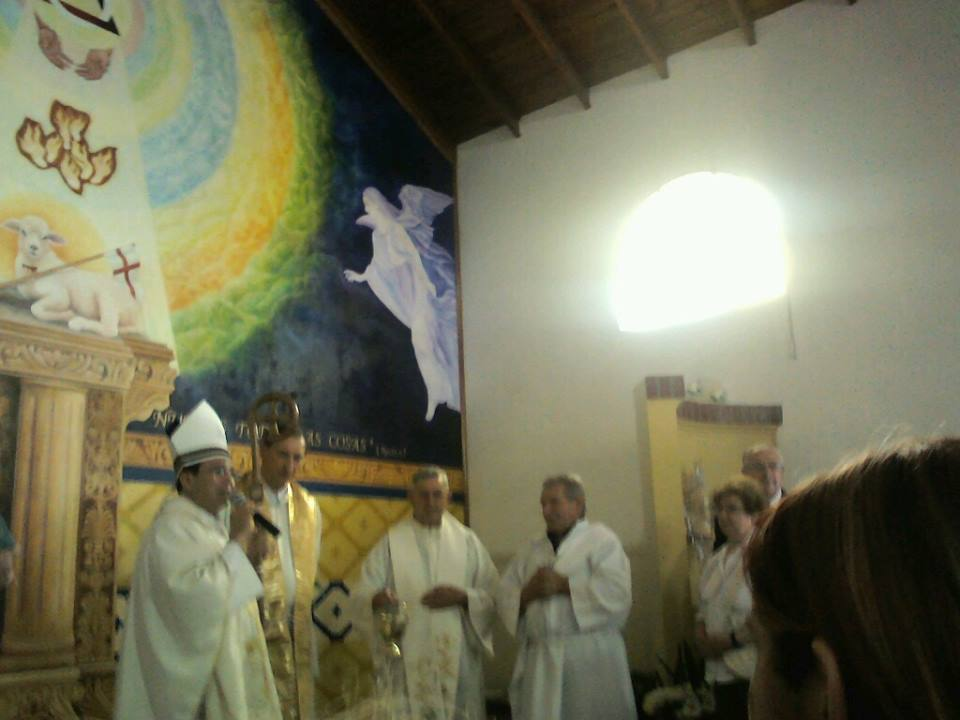
bendición del mural la trinidad divina
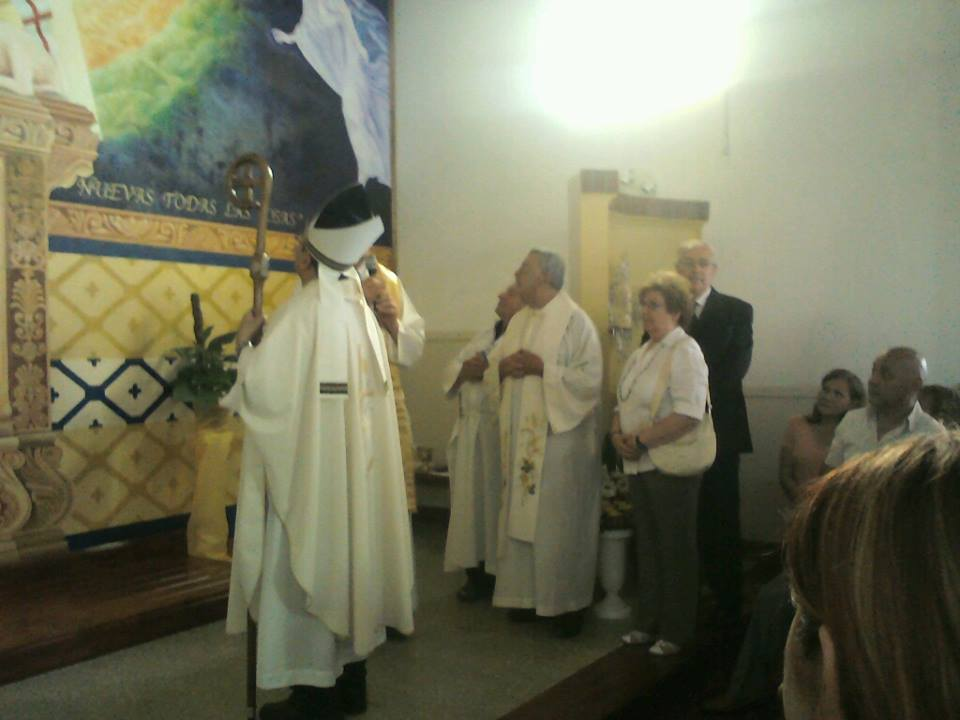
bendición del mural la trinidad divina

- Datos: Q9094343
- Multimedia: Virgen de Caacupé (Berazategui) / Q9094343